# Wally Gator
Wally Gator  (conhecido em Portugal como Wally, o Jacaré) é um desenho animado americano produzido pela Hanna-Barbera Productions, estreou em 1962, como um segmento dentro da série de desenho animado, The Hanna-Barbera New Cartoon Series. Ele dividia o programa com mais dois segmentos: Lippy e Hardy e com A Tartaruga Touché.

## História
Wally Gator é um jacaré antropomórfico, surge na abertura do desenho esquiando por entre os pântanos. Mas na verdade suas histórias se passam dentro do jardim zoológico da cidade, num espaço particular com piscina e cadeira. Apesar da sua vida cheia de mordomias, Wally Gator se sentia deprimido com aquela vida e passava a querer viver no mundo lá fora, por isso passava parte do seu tempo tentando escapar do zoológico.
Sua vontade era conhecer um pouco mais sobre a vida urbana e sobre os humanos, assim, sempre que o tratador e guarda do parque, Sr. Twiddles, se descuidava o bichinho aproveitava para protagonizar mais uma fuga. Obviamente que um jacaré à solta causava sempre uma tremenda confusão na cidade pois as pessoas não compreendiam as intenções do Wally e saiam correndo. Por vezes Wally Gator também passava a ser perseguido por ter prejudicado alguém. Mas assim que o Sr. Twiddles percebia que o Wally havia escapado novamente ele pacientemente ia à sua procura, antes que alguém o machucasse e o trazia para o zoológico novamente.
Originalmente Wally foi vocalizado por Daws Butler e o Sr. Twiddles por Don Messick e segundo alguns autores, Butler baseou a voz de Wally Gator, num tom oscilante, inspirado na voz do Pateta que era vocalizado por Ed Wynn. No Brasil o personagem foi dublado pelo ator Lima Duarte, hoje conhecido ator da Rede Globo, os desenhos do Wally Gator chegaram no Brasil pela TV Tupi em meados da década de 1960 e desde então são reprisados com sucesso em várias emissoras. Em Portugal, foi dublado pelo ator Pedro Pinheiro, os desenhos chegaram em Portugal pelo Canal 1 da RTP em 1991 e foi transmitido até 1992. Depois de sua série de televisão, Wally começou a aparecer como estrela convidada em algumas outra produção da Hanna-Barbera, juntamente com outros personagem HB, como em Yogi's Ark Lark, Laff-A-Lympics, Yogi Bear's All Star Comedy Christmas Caper, Yogi's Treasure Hunt e Yogi's Great Escape, entre outros.

## Outras aparições
- Wally Gator  apareceu na A Arca do Zé Colméia e A Turma do Zé Colméia.
- Wally Gator apareceu em Laff-A-Lympics (1977-1978).
- Apareceu no especial de TV Yogi Bear's All Star Comedy Christmas Caper
- Wally Gator apareceu na série Yogi's Treasure Hunt.
- Wally Gator apareceu no telefilme que fazia parte do Hanna-Barbera Superstars 10 série:
  - Yogi's Great Escape
- Wally Gator apareceu como um adolescente em Yo Yogi! dublado por Greg Burson.

## Wally Gatorem outros idiomas
- Inglês:  Wally Gator
- Espanhol: El Lagarto Juancho
- Francês: o mesmo que inglês
- Italiano: o mesmo que inglês
- Macedônio: Vali Gator (Вали Гатор)
- Japonês: "ワニのワリー (Wani no Wally)"
- Sérvio: Lale Gator (Лале Гатор)
- Finlandês: Allu Alligaattori, Walligaattori
- Polonês: o mesmo que inglês
- Romeno: o mesmo que inglês
- Português (brasileiro): O mesmo que inglês
- Português (europeu): Jacaré Wally ou o mesmo que inglês

## Dublagem

### Nos Estados Unidos
- Wally Gator: Daws Butler
- Sr. Twiddle: Don Messick

### No Brasil
- Wally Gator: Lima Duarte
- Sr. Twiddle: Roberto Barreiros

### Em Portugal
- Wally Gator: Pedro Pinheiro
- Sr. Twiddle: Joel Constantino

## Curiosidades
- Wally Gator quase sempre é confundido com o Zé Jacaré da série Pica-Pau pois ambos vestem roupas semelhantes e são bastante parecidos, mas a diferença é que Zé Jacaré possui dentes de jacaré enquanto Wally Gator possui dentes humanos normais.